# CANDY☆STAR
CANDY☆STAR是台灣女子地下偶像團體，2009年2月16日成立於高雄市。初期演出以日系動畫歌曲、遊戲歌曲及秋葉原系偶像團體曲目為主；2014年夏天發行首張原創單曲CD、2015年發行首張原創迷你專輯，逐漸以原創曲目作為演出重心。

## 概要
2009年CANDY☆STAR成立於高雄市，是一群懷抱夢想的女孩們為了推廣喜愛的文化與事物而成立的日系舞蹈表演團體，以日本秋葉原女僕咖啡廳的女僕風格服裝為主要識別表徵，為台灣最早之秋葉原系獨立偶像團體之一。
從2009年8月29日在2009高雄動漫展初次登場以來，CANDY☆STAR廣泛活躍於台灣各大動漫祭與展覽活動，以cover日本女僕偶像團體歌曲、ACG歌曲、秋葉原系偶像歌曲為主要的表演內容。從2014年起開始陸續發表原創單曲，在表演曲目比重上逐漸以原創為主，逐漸趨近日系偶像團體的演出風格。
近年來積極參與台日文化交流活動，於2011年及2013年榮獲台灣AKB48表演大賽冠軍、2011年AKB48才藝表演大賽亞洲總決賽準優勝；近年來更積極參加由台日偶像擔綱的各式現場演唱會，並受邀至日本秋葉原「秋フェス」、熊本縣熊本市「くまフェス」演出，並在東京澀谷、新宿的livehouse參加獨立系偶像為主的公演。
2014年8月第15屆漫畫博覽會開始，連續4年、共計9次與「LittleAKIBA Project」合作，在漫畫博覽會、台北國際動漫節、秋フェス、開拓動漫祭、高雄國際動漫節、Touch the Japan等活動出展並進行多場演出。
2016年10月2日 CANDY☆STAR在台灣高雄舉辦睽違400天的獨立公演「REBORN ～輝け！新たな星々 Let's shine, bella nova!～」。
2017年2月19日 CANDY☆STAR在台灣高雄與 4 位前成員米娜、雅、月櫻、光組成的「EM緊急方程式-Emergency Equation」舉辦聯合公演「DANcING smILe ♪ CS × EM 糖星祭 CANDY☆STAR x EM緊急方程式-Emergency Equation 聯合公演 暨CANDY☆STAR八週年紀念」。
2017年5月5日及9月10日 CANDY☆STAR二度接受中華職棒大聯盟Lamigo桃猿邀請，擔任賽前演出及開球儀式嘉賓。
2017年10月21日 CANDY☆STAR在台灣高雄與「Angel Bless」及「Bonnie Bunny」舉辦聯合公演「少女夢幻祭～ AB x BB x CS 三團聯合公演」。
2018年2月28日 CANDY☆STAR在台灣高雄舉辦「CANDY☆STAR☆むちゃぶり PARTY -九周年紀念同樂會-」。
2018年6月9日 CANDY☆STAR在台灣高雄舉辦「CANDY☆STAR 九周年紀念正式公演 ～厄年も宜し９ね！」。
2019年6月30日 CANDY☆STAR 第一個子團「マジミッシオ☆」結成首演。
2019年9月14日 CANDY☆STAR在台灣台北舉辦「CANDY☆STAR 十週年紀念公演『～10VE Anniversary～』」。
2020年10月17日 CANDY☆STAR在台灣台北舉辦「CANDY☆STAR 十一週年紀念公演～11ね～」。
2021年10月2日 CANDY☆STAR在台灣台北舉辦「CANDY☆STAR 十二周年紀念公演～ずっと1っ緒2！～」。
2022年3月27日 CANDY☆STAR在台灣高雄 「2022 大港開唱 MEGAPORT Festival」演出。
2022年11月5日 CANDY☆STAR在台灣台北舉辦13週年公演「CANDY☆STAR 13th Anniversary 1 3 - 秘めた意味、君しか知らない - 」。
2023年4月3日 CANDY☆STAR在台灣墾丁「2023 台灣祭」演出。
2023年7月15日 公視台語台《青春咱的夢》— 養成系x幸福感：地下偶像。
2023年11月11日 CANDY☆STAR在台灣台南舉辦14週年公演「CANDY☆STAR 14th Anniversary 中二じゃない！イヤイヤ期なの！ 」。
2024年10月19日 CANDY☆STAR在高雄流行音樂中心LIVE WAREHOUSE舉辦15週年公演「CANDY☆STAR 15th Anniversary  Live 星たちの輝きは君との奇跡」。

## 正式成員列表
| 暱稱             | 糖果     | 生日    | 擔當顏色  |
| 小莓 Ichigo ＊1  | 草莓糖   | 4月9日  | 粉红      |
| れいな Reina ＊2 | 蘇打糖   | 9月11日 | 天藍      |
| 和希 Kazuki ＊3  | 薰衣草糖 | 2月28日 | 薰衣草紫  |
| 有栖 Arisu ＊4     | 青蘋果糖 | 7月1日  | 蘋果綠    |
| 時雨 Shigure     | 巧克力糖 | 12月8日 | 巧克力    |
| 眠鈴 Nemurin＊5  | 櫻桃糖   | 1月29日 | 桃紅色    |
| イルミ ilumii    | 明太子糖 | 1月16日 | 橘色      |
| 星織 Akari       | 金平糖   | 3月28日 | 香檳金 黃 |
| 夏籬 Kagome      | 小熊硬糖 | 5月9日  | 紫色      |

＊1：團長

＊2：副團長－－因兼任日本偶像團體成員，2020年3月14日起無期限休止 CANDY☆STAR 相關活動及演出

＊3：經紀人－－2023年4月30日起擔任CANDY☆STAR的正式經紀人

＊4：團員－－2022年11月5日起無期限休止 CANDY☆STAR 相關活動及演出

＊5：團員－－2024年1月27日起無期限休止 CANDY☆STAR 相關活動及演出

## 砂糖列表
| 暱稱       | 糖果 | 生日    | 擔當顏色 |
| 布琳 Purin | 砂糖 | 6月18日 | 白色     |

## 歷年成員
依入團時間順序排列。
| 暱稱          | 糖果              | 生日     | 擔當顏色  |
| 雛子 Hinako   | 牛奶糖            | 3月7日   | 奶茶色    |
| 米娜 Mina     | 哈密瓜糖          | 3月28日  | 綠色      |
| 香織 Kaori    | 薄荷糖            | 12月20日 | 淡藍色    |
| 若葉 Wakaba   | 萊姆糖            | 4月15日  | 淡黃色    |
| Kiki          | 咖啡糖            | 11月1日  | 咖啡色    |
| Ruru          | 橘子糖            | 12月20日 | 橘色      |
| Minmin        | 甜芋糖            | 8月25日  | 薊紫色    |
| 花音 Hanane   | 蜂蜜糖            | 6月17日  | 黃色      |
| 加奈 Kana     | 砂糖              | 9月15日  | 白色      |
| Rumi          | 藍莓糖            | 10月2日  | 藍紫色    |
| 雅 Miyabi     | 香吉士糖 黑醋栗糖 | 8月12日  | 橘色 紫色 |
| 月櫻 Sakura   | 橘子糖            | 1月19日  | 橘色      |
| 光 Hikari     | 優格糖            | 1月11日  | 銀灰色    |
| 侑季 Yuki     | 太妃糖            | 6月10日  | 咖啡色    |
| 伊織 Iori     | 砂糖              | 12月22日 | 白色      |
| 小唯 Yui      | 砂糖              | 8月23日  | 白色      |
| 実彩子 Misako | 砂糖              | 2月9日   | 白色      |
| 咪潞 Miru     | 砂糖              | 4月24日  | 白色      |
| 愛理 Airi     | 砂糖              | 6月19日  | 白色      |
| 小泉 Izumi    | 砂糖              | 7月1日   | 白色      |
| 愛良 Aira     | 砂糖              | 10月13日 | 白色      |
| 桃可 Momoka   | 砂糖              | 4月19日  | 白色      |
| 小鹿 Kojika   | 砂糖              | 1月19日  | 白色      |
| 紅葉 Momiji   | 砂糖              | 8月31日  | 白色      |
| 斑比 Bambi    | 薰衣草糖          | 8月12日  | 紫色      |
| 希昂 Shian    | 砂糖              | 8月10日  | 白色      |
| 小敬 Noriko   | 砂糖              | 10月25日 | 白色      |
| 愛花 Manaka   | 砂糖              | 3月26日  | 白色      |
| 彩夏 Sayaka   | 砂糖              | 5月24日  | 白色      |
| 小魚 Sakana   | 抹茶糖            | 6月25日  | 若草色    |
| 澄乃 Sumino   | 蜜柑糖            | 6月15日  | 蜜橙色    |
| 餡子 Annko    | 萊姆糖            | 7月1日   | 萊姆色    |
| 空色 Aoi      | 藍莓糖            | 10月28日 | 深藍      |

## 子團

### MagiMissio☆

#### 結成☆
2019年6月30日

#### 活動休止☆
2020年3月1日起無期限活動休止

#### 設定☆
背負著找回世界構成元素如此重大的使命，三名魔法少女將在舞台上用盡全力，與你一起找回失落的三種元素，在世界毀滅之前⋯⋯

#### 成員☆
| 暱稱                  | 代表魔法   | 誕生日  | 擔當顏色 |
| Reina（れいな）       | 水之魔法使 | 9月11日 | 天藍色   |
| 澄乃 Sumino（すみの） | 炎之魔法使 | 6月15日 | 蜜橙色   |
| 餡子 Annko（あんこ）  | 雷之魔法使 | 7月1日  | 萊姆色   |

## CANDY☆STAR 演出經歷

### 主辦公演

#### 2010
●第一屆CANDY☆STAR☆PARTYライブ（2010年4月10日@美嘉米樂大昌旗艦店2F）

●第二屆CANDY☆STAR☆PARTYライブ（2010年5月29日@美嘉米樂大昌旗艦店2F）

●第三屆CANDY☆STAR☆PARTYライブ（2010年6月26日@美嘉米樂大昌旗艦店2F）

●第四屆CANDY☆STAR☆PARTYライブ（2010年10月2日@美嘉米樂大昌旗艦店2F）

●第五屆CANDY☆STAR☆PARTYライブ（2010年12月18日@美嘉米樂大昌旗艦店2F）

#### 2011
●第六屆CANDY☆STAR☆PARTYライブ（2011年1月28日@美嘉米樂大昌旗艦店2F）

●第七屆CANDY☆STAR☆PARTYライブ（2011年6月25日@美嘉米樂大昌旗艦店2F）

●第七又二分之一屆CANDY☆STAR☆PARTY 小型ライブ（2011年7月30日@月讀可思客女僕咖啡廳4F舞台區 ）

●第八屆超級CANDY☆STAR☆PARTY ライブ ～ CANDY☆STAR☆PARTY Super.8～ （2011年8月27日@美嘉米樂大昌旗艦店2F）

#### 2012
●第∞屆CANDY☆STAR☆PARTY小型ライブ（2012年2月29日@高雄大昌加菲貓歡樂世界2F） 

●CANDY☆STAR劇場公演試營運小型ライブ（2012年7月20日@Studio Crescent Moon{月讀本館4樓}）

●CANDY☆STAR劇場公演小型ライブ ～和風祭～ （2012年8月11日@Studio Crescent Moon{月讀本館4樓}）

●Studio Crescent Moon 新月劇場ライブ ～C☆C☆S 萌え燃え革命！～ （2012年8月18日@Studio Crescent Moon{月讀本館4樓}）

●CANDY☆STAR劇場公演小型ライブ（2012年9月16日@Studio Crescent Moon{月讀本館4樓-新月劇場}）

●CANDY☆STAR劇場公演ライブ ～成員卒業スペシャル～ （2012年9月22日@Studio Crescent Moon{月讀本館4樓-新月劇場}）

●CANDY☆STAR劇場公演ライブ ～カラフル五色祭り～ （2012年10月13日@Studio Crescent Moon{月讀本館4樓-新月劇場}） 

●CANDY☆STAR劇場公演ライブ ～ふわふわ白い世界～ （2012年10月21日@Studio Crescent Moon{月讀本館4樓-新月劇場}） 

●CANDY☆STAR劇場公演ライブ ～100回公演記念 & メンバー昇格 ～大感謝祭～♪ ～ （2012年12月15日@Studio Crescent Moon{月讀本館4樓-新月劇場}） 

#### 2013
●CANDY☆STAR劇場公演ライブ ～正月中國娘スペシャル祭典～ （2013年1月26日@Studio Crescent Moon{月讀本館4樓-新月劇場}）

●CANDY☆STAR@ARIA劇場公演試營運小型ライブ（2013年4月19日@ARIA55劇場） 

●CANDY☆STAR劇場公演 PUTI.1小型ライブ（2013年5月24日@月讀次文化劇場ARIA55） 

●CANDY☆STAR劇場公演ライブ ～六月生誕&卒業學園祭（生誕の喜び、卒業の悲しみ...そしてー　新しいの出会い！）～ （2013年6月28日@月讀次文化劇場ARIA55） 

●CANDY☆STAR劇場公演ライブ ～CANDY☆STAR夏日大作戰!!（ ..:あなたと私たちのサマータイム:..）～ （2013年8月2日@月讀次文化劇場ARIA55） 

●CANDY☆STAR劇場公演ライブ ～夏日祭典（...あなたと私たちの夏祭り...）～ （2013年8月30日@月讀次文化劇場ARIA55） 

●CANDY☆STAR劇場公演ライブ ～中秋團"員"升格祭～ （2013年9月27日@月讀次文化劇場ARIA55） 

●CANDY☆STAR劇場公演ライブ ～Hello～Halloween！～ （2013年10月31日@月讀次文化劇場ARIA55） 

●CANDY☆STAR劇場公演ライブ ～スペシャルパジャマ劇場公演～ （2013年11月29日@月讀次文化劇場ARIA55） 

●CANDY☆STAR歌曲總選舉2013【序章】 ～聖なる夜スペシャル～ （2013年12月21日@月讀次文化劇場ARIA55） 

#### 2014
●CANDY☆STAR歌曲總選舉2013【終章】（2014年3月22日@月讀次文化劇場ARIA55） 

●CANDY☆STAR劇場公演ライブ ～中二病也想公演!（中二病でも公演がしたい!）～ （2014年6月14日@月讀次文化劇場ARIA55） 

●CANDY☆STAR劇場公演ライブ ～夏休み☆スペシャル！コスプレ☆大乱闘！！～ （2014年7月4日@月讀次文化劇場ARIA55） 

●CANDY☆STAR劇場公演ライブ ～始業式開學祭（あなたがいれば寂しくない...）～ （2014年9月27日@月讀次文化劇場ARIA55） 

●CANDY☆STAR劇場公演ライブ ～MINA卒業祭 - 剖開哈密瓜的最終公演!!讓芥末內餡使你淚流...～ （2014年11月29日@月讀次文化劇場ARIA55） 

#### 2015
●CANDY☆STAR劇場公演ライブ ～小光卒業祭～ （2015年1月24日@月讀次文化劇場ARIA55） 

●CANDY☆STAR劇場公演ライブ ～月櫻 × みやび卒業公演～ （2015年4月26日@Rocks岩石音樂） 

●CANDY☆STAR生誕祭公演ライブ ～桜が舞い散るのあの夏～ （2015年6月27日@Rocks岩石音樂） 

●CANDY☆STAR x LOVE LIVE! 公演ライブ ～きっと星の青春が聞こえる！～ （2015年8月29日@花漾展演空間（台北市青少年育樂中心））

#### 2016
●CANDY☆STAR公演ライブ ～それぞれの夢を描こう - Hinako x Yuki x Airi 卒業公演～ （2016年8月26日@杰克音樂） 

●CANDY☆STAR公演ライブ ～REBORN ～輝け、新たな星々 LET'S SHINE, BELLA NOVA!～ （2016年10月2日@畫堤潮客館） 

#### 2017
●CANDY☆STAR公演ライブ ～DANcING smILe ♪ CS × EM 糖星祭 CANDY☆STAR x EM緊急方程式-Emergency Equation 聯合公演 暨CANDY☆STAR八週年紀念～ （2017年2月19日@畫堤潮客館） 

●CANDY☆STAR公演ライブ ～CANDY☆STAR 愉人節特別公演 April Fool's LIVE with Bambi～ （2017年4月1日@岩石音樂） 

●Live ABC ～少女夢幻祭～ AB x BB x CS 三團聯合公演ライブ1 （2017年10月21日@岩石音樂） 

#### 2018
●CANDY☆STAR☆むちゃぶり PARTY -九周年紀念同樂會- （2018年2月28日@高雄市博愛四路380號） 

●CANDY☆STAR 九周年紀念正式公演 ～厄年も宜し９ね！（2018年6月9日@岩石音樂） 

#### 2019
●CANDY☆STAR 十周年紀念公演 ～10VE Anniversary～（2019年9月14日@克音樂） 

#### 2020
●CANDY☆STAR☆DREAM PARTY 透中午睏搞搞～嘎伊～當作眠夢～Zzz（2020年3月14日@岩石音樂） 

●CANDY☆STAR 2020餡有爆誕祭～鵝鵝柴柴大對抗～（2020年7月18日@Paramount Bar 《百樂門酒館》） 

●CANDY☆STAR 十一周年紀念公演～11ね～（2020年10月17日@杰克音樂） 

●CANDY☆STAR 2020 甜點廚房 OFF 會～吃甜好過年☆幸福到明年～（2020年10月17日@甜室 TianShi 烘焙DIY） 

●CANDY☆STAR 定期公演 Vol.01～冬なら毎日クリスマス～（2020年12月27日@Paramount Bar 《百樂門酒館》） 

#### 2021
●CANDY☆STAR定期公演 Vol.02～Le sucre révolution~伊眠大一寸生誕祭～（2021年1月17日@Paramount Bar 《百樂門酒館》） 

●CANDY☆STAR定期公演 Vol.03～バレンタインチョコ遅いの！～（2021年2月27日@Paramount Bar 《百樂門酒館》） 

●CANDY☆STAR蜜柑糖澄乃卒業公演～あの日咲いたのは澄の色のキセキ～（2021年3月6日@杰克音樂） 

●CANDY☆STAR定期公演 Vol.04～３．２．１．GO！いちご生誕祭～（2021年4月10日@Paramount Bar 《百樂門酒館》） 

●CANDY☆STAR定期公演 Vol.05～餡子有栖2021爆誕祭～鵝鵝柴柴大對抗之五小時不間斷好吃驚感動最終回～（2021年9月19日@Paramount Bar 《百樂門酒館》） 

●CANDY☆STAR 十二周年紀念公演～ずっと1っ緒2！～（2021年10月2日@杰克音樂） 

### 海外演出
●2011年度AKB48才藝表演大賽總決賽 （2011年12月15日@香港深水埗西九龍中心）

●謝謝日本！ツーマンライブ （2015年6月13日@日本渋谷Take Off 7）

●Magic Ace Vol.2 対バンライブ （2015年6月14日@日本新宿MARZ）

●PopLooPop対バンライブ （2015年6月15日@日本渋谷LOOPanex）

●IDOLidge presents～ワンコインBOMBER!!～ 対バンライブ （2015年10月24日@日本渋谷RUIDO K2）

●@ほぉ～む共同LIVE ミニライブ （2015年10月24日@日本＠ほぉ〜むカフェ本店5階）

●@秋フェス 2015（秋葉原祭） 対バンライブ （2015年10月25日@日本ベルサール秋葉原）

●IDOLidge presents～ワンコインBOMBER!!～ 対バンライブ （2015年10月25日@日本渋谷RUIDO K2）

●「くまフェス2015」対バンライブ （2015年12月6日@日本九州熊本市-花畑広場）

●「くまフェス2015」対バンライブ （2015年12月6日@日本九州熊本市-カリーノ下通）

●「くまフェス2016」対バンライブ （2016年12月11日@日本九州熊本市-花畑広場）

●「くまフェス2016」対バンライブ （2016年12月11日@日本九州熊本市-サンロード新市街）

●「ザ・真剣勝負ベストテンプラス Vol.2」対バンライブ （2017年1月22日@日本東京Zirco Tokyo）

●「GIRLS POWER アイドル PARTY VOL.03」対バンライブ （2017年7月9日@日本東京DESEO mini）

●「渋谷DE遊ばナイト！Vol.07 ～黒崎れおん生誕ワンマン前夜祭SP！～」対バンライブ （2017年7月14日@日本東京DESEO mini）

●「日本九州壱岐市観光推進宣伝 特別撮影企画」 （2017年9月12日～15日@日本壱岐市）

●「くまフェス2017」対バンライブ （2017年12月11日@日本九州熊本市-熊本城二の丸広場）

●中野坂上無銭ライブ！Vol.18（2019年12月3日@日本東京 S.u.b Tokyo）

●みゆぃ♪2020年生誕祭ライブ（2020年12月27日@日本東京 Shinjuku Nine Spices）

### 台灣演出

#### 2009
●CANDY☆STAR結成，開始進行定期團練（2009年2月16日）

●高雄動漫展初次公開小型ライブ（2009年8月29日～30日@高雄巨蛋）

●ACG.Hobby&Toys產業聯合募款活動（2009年9月27日@高雄漢神巨蛋廣場）

●太平洋SOGO百貨主辦和風文化節小型ライブ（2009年9月27日@高雄太平洋SOGO百貨）

●開拓動漫祭Petit Fancy11（2009年10月24日～25日@台大巨蛋體育館）

●大立百貨主辦Fancy JapanMINI涼宮祭ライブ（2009年11月14日@高雄大立百貨）

●Wing School 11（2009年11月28日@高雄勞工育樂中心）

●2009台灣國際經典動漫交流祭ライブ（2009年12月19日@台南創意文化園區）

●2009台灣國際經典動漫交流祭追加公演ライブ（2009年12月26日@台南創意文化園區）

#### 2010
●2010第十八屆台北國際書展小型ライブ（2010年1月27日@台北世貿戶外舞台）

●CANDY☆STAR滿周年感恩特企C☆S學園第一屆修業旅行（2010年1月28日@高雄壽山動物園）

●2010台灣鬥陣南區預賽 小型ライブ（2010年2月7日＠美嘉歡樂世界大昌店 2F）

●開拓動漫祭Fancy Frontier15（2010年2月20日@台大巨蛋體育館）

●CANDY☆STAR後夜祭小型ライブ（2010年2月21日@cosic可思客女僕咖啡廳4F舞台區）

●開拓動漫祭Petit Fancy12小型ライブ（2010年4月25日@台大巨蛋體育館）

●台北國際玩具創作大展~TAIPEI TOY FESTIVAL 2010~記者會開幕演出&小型ライブ（2010年7月8日＠華山1914創意園區）

●開拓動漫祭Fancy Frontier16（2010年7月24日～25日@台大巨蛋體育館）

●高雄動漫展記者會特別協力&小型ライブ（2010年8月14日＠高雄巨蛋）

●高雄動漫展小型ライブ（2010年8月15日＠高雄巨蛋）

●CANDY☆STAR學園第二屆修業旅行（2010年9月22日@澄清湖青年活動中心）

●義大動漫祭-開幕式（2010年10月16日@高雄義大世界）

●開拓動漫祭Petit Fancy13（2010年10月24日@台大巨蛋體育館）

●義大動漫祭-閉幕式（2010年10月31日@高雄義大世界）

●台北地下街夢幻聖誕嘉年華 小型ライブ（2010年12月26日@台北地下街）

#### 2011
●開拓動漫祭Fancy Frontier17（2011年2月19日@台大巨蛋體育館 台灣ニコニコ生放送）

●月讀與可思客的女僕派對 小型ライブ（2011年2月19日@月讀可思客女僕咖啡）

●台北國際電玩展~Taipei Game Show~小型ライブ（2011年2月18日～22日@台北世貿一館）

●CANDY☆STAR＆城市光廊LOVE POWER小型ライブ（2011年3月5日、12日、19日、26日@高雄市城市光廊）

●CANDY☆STAR＆城市光廊LOVE POWER小型ライブ（2011年4月9日@高雄市城市光廊）

●台中春季電腦展（2011年4月23日@台中世貿）

●CANDY☆STAR（2011年4月23日@月讀五週年紀念LIVE小型ライブ）

●開拓動漫祭Petit Fancy14（2011年4月24日@台大巨蛋體育館）

●第一屆CANDY☆STAR正式錄影會（2011年5月21日）

●開拓動漫祭Fancy Frontier18（2011年7月30日@台大巨蛋體育館）

●台中世貿電腦展（2011年8月7日@台中世貿）

●高雄太平洋SOGO百貨15周年慶誓師大會（2011年11月7日@高雄太平洋SOGO百貨）

●DANCEROID FLASH MOB一回目（2011年12月4日@駁二藝術特區）

●2011駁二動漫祭ライブ（2011年12月4日@駁二藝術特區-月光劇場）

●DANCEROID Fes in 台北 VOL.01 ～X`mas Special Live Party!!～ ライブ（2011年12月23日@THE WALL LIVE HOUSE 這牆音樂藝文展演空間）

●2011駁二動漫祭ライブ（2011年12月4日@駁二藝術特區-月光劇場）

●DANCEROID Fes in 台北 VOL.01 ～X`mas Special Live Party!!～ ライブ（2011年12月23日@THE WALL LIVE HOUSE 這牆音樂藝文展演空間）

#### 2012
●開拓動漫祭Fancy Frontier19（2012年2月4日@台大巨蛋體育館）

●TC動漫二手認養活動（2012年3月10日@高雄市勞工育樂中心獅甲會館）

●「2012角川華文輕小說暨插畫大賞」頒獎典禮（2012年3月24日@台北市-六福皇宮）

●第一屆CANDY☆STAR☆REVOLUTION（2012年4月21日@高雄新堀江&城市光廊）

●第二屆CANDY☆STAR☆REVOLUTION小型ライブ（2012年月日@城市光廊）

●2012市政府主辦-高雄鳳荔文化觀光季-開幕演出（2012年6月2日@高雄市大樹區姑山倉庫）

●2012年文化局主辦-高雄街頭藝人標章認證評鑑-合格通過（2012年6月3日）

●2012高雄鳳荔文化觀光季-閉幕演出（2012年6月9日@高雄市大樹區姑山倉庫）

●高雄高中職聯合動漫展 KSACG 2（2012年6月30日@高雄市勞工育樂中心）

●2012臺中動．漫．力（2012年7月15日@臺中市新市政大樓）

●大家來尬舞－國泰親子舞蹈嘉年華（2012年7月28日@國泰7號廣場）

●開拓動漫祭Fancy Frontier20（2012年7月28日@台大巨蛋體育館）

●もういっちょ行くぞ！～FF20台北後夜祭～（2012年7月28日@月讀台北店）

●夏戀港灣-2012高雄海洋博覽會-記者會（2012年8月17日@興達港情人碼頭）

●2012桃園遊動漫嘉年華–動漫創意市集（2012年8月19日@桃園縣展演中心）

●2012新北市動漫節 8月瘋動漫（2012年8月19日@板橋435藝文特區）

●新月劇場-仲夏午宴PARTY ~ACG音樂同歡會（2012年9月2日@Studio Crescent Moon{月讀本館4樓-新月劇場}）

●第十屆Animate Stage－「NICO STARLIGHT PARTY主題音樂會」（2012年9月8日@台南公會堂-音樂廳）

●Wing Stage19動漫遊戲創作展 小型ライブ（2012年10月7日@台南南紡世貿展覽中心）

●開拓動漫祭Petit Fancy 17（2012年10月27日@台大巨蛋體育館）

●まだまだ行くぞ！～PF17台北後夜祭～（2012年10月27日@月讀女僕咖啡台北店）

●農委會 主辦－台灣豬肉 鮮享在地 親子嘉年華 小型ライブ（2012年11月4日@台中豐樂公園）

●財政部 主辦－2012瓊漿文化嘉年華 小型ライブ（2012年11月10日@新北市政府前市民廣場）

●2012駁二動漫祭 小型ライブ（2012年11月11日@駁二藝術特區-月光劇場）

●CANDY☆STAR☆Carrefour☆スーパー冒険♪（2012年11月18日@家樂福高雄成功店）

●ちあのーぜLive after school in K.H.高雄-Special Guest參演（2012年11月24日@Studio Crescent Moon{月読メイドカフェ本館4階-新月劇場}）

●第四屆新竹市COSPLAY動漫節（2012年12月2日@新竹市巨城百貨一樓廣場）

●高雄市政府海洋局－「水饌食尚，澎湃上桌」（2012年12月23日@高雄夢時代購物中心戶外時代廣場）

●台北地下街2012夢幻聖誕嘉年華（2012年12月23日@台北地下街1號廣場）

#### 2013
●CANDY☆STAR四週年紀念 特別主題（2013年2月15日@月讀女僕咖啡）

●開拓動漫祭Fancy Frontier 21（2013年2月16日@台大巨蛋體育館）

●地Ｃ音力-台南市高中職聯合成果發表會（2013年3月16日@台南公會堂-音樂廳）

●ACG Band Live 4 電子の歌姫を呼び覚まそう（2013年3月23日@台北Y17青少年育樂中心）

●台灣汽機車舞者安定大會（2013年4月20日@台南市安定區案定賽車場）

●亞洲動漫創作展Petit Fancy 18（2013年4月27日@台大巨蛋體育館）

●「IDOL generations」ライブ（2013年5月11日@Rocks岩石音樂）

●TC動漫二手認養活動-2（2013年5月18日@高雄市立勞工育樂中心）

●第二屆ACGN交流會（2013年6月2日@屏東潮州高中）

●高雄高中職聯合動漫展 KSACG3（2013年7月6日@高雄市立勞工育樂中心）

●開拓動漫祭Fancy Frontier 22（2013年7月27日@台大巨蛋體育館）

●A.C.G IDOL Generation 2（2013年8月17日@台北水管音樂--Pipe Live Music House）

●月讀分店「オオカミとひみつの食卓」開幕演出（2013年10月19日@月讀二館-大野狼的秘密餐桌）

●Animate stage三週年巡迴演唱會（2013年10月19日@劇場ARIA55）

●亞洲動漫創作展Petit Fancy 19（2013年10月26日@台大巨蛋體育館）

●2013台中動漫力（2013年11月16日@大台中國際會展中）

●高雄市政府－「2013花田喜事．風情橋頭」（2013年11月23日@高雄市橋頭區竹林公園）

●「柊木りお×上月みく ツーマンLIVE in 台湾」ゲスト出演（2013年12月7日@劇場ARIA55）

●まつりイン台湾番外編！『LOVE♡台湾～Japanese iDOL Super Live!!～』（2013年12月8日@劇場ARIA55）

●高雄市政府－「2013高雄駁二動漫祭」9（2013年12月21日@駁二藝術特區-月光劇場）

●2013>2014 TUKUYOMI VIP Countdown Party!（2013年12月31日@月讀二館-大野狼的秘密餐桌）

#### 2014
●CANDY☆STAR×大野狼的秘密演出（2014年1月26日@月讀二館-大野狼的秘密餐桌）

●開拓動漫祭 Fancy Frontier23（2014年2月15日@台大巨蛋體育館）

●CANDY☆STAR五週年紀念活動（2014年2月16日@月讀女僕咖啡本館）

●CANDY☆STAR×大野狼的秘密演出Part.2（2014年2月22日@月讀二館-大野狼的秘密餐桌）

●WingStage動漫遊戲創作展-23（2014年3月8日@高雄國際會議中心1F）

●CANDY☆STAR×大野狼的秘密演出Part.3（2014年3月9日@月讀二館-大野狼的秘密餐桌）

●PUTI-LIVE Julili Juliran Mirai（2014年4月4日@劇場ARIA55）

●CANDY☆STAR×大野狼的秘密演出Part.4（2014年4月20日@月讀二館-大野狼的秘密餐桌）

●亞洲動漫創作展Petit Fancy 20（2014年4月26日@台大巨蛋體育館）

●日台IDOL交流 Mini Live（2014年4月28日@月讀二館-大野狼的秘密餐桌）

●CANDY☆STAR×大野狼的秘密演出Part.5小型ライブ（2014年5月17日@月讀二館-大野狼的秘密餐桌）

●The Shining Moment -ACGV x Dance x Band-ライブ（2014年5月24日@Y17青少年育樂中心青春舞蹈館）

●2014劍湖山世界痛漫祭ライブ（2014年6月21日～22日@劍湖山世界主題樂園）

●CANDY☆STAR×大野狼的秘密演出Part.6小型ライブ（2014年6月29日@月讀二館-大野狼的秘密餐桌）

●PUTI-LIVE.2 Julili Juliran Mirai in ARIA55ライブ（2014年7月5日@月讀次文化劇場ARIA55）

●CANDY☆STAR原創單曲發售特別活動 Special Event（2014年7月18日@月讀女僕咖啡本店 & 大野狼的秘密餐桌）

●Fancy Frontier 24 開拓動漫祭小型ライブ（2014年7月26日@台大巨蛋體育館）

●2014 漫畫博覽會「LittleAKIBA」ライブ（2014年8月7日～12日@台北世貿一館）

●2014 臺中動．漫．力ライブ（2014年8月16日@大台中國際會展中心）

●HCACG-S4 第四屆新竹市動漫節ライブ（2014年8月7日@新竹市巨城百貨公司）

●CANDY☆STAR×大野狼的秘密演出Part.7小型ライブ（2014年8月22日@月讀二館-大野狼的秘密餐桌）

●日本のアイドルアーティスト★柊木りお＆長尾知衣美　LIVE IN TAIWAN DAY 2ライブ（2014年9月6日@月讀次文化劇場ARIA55）

●CANDY☆STAR×大野狼的秘密演出Part.8小型ライブ（2014年9月7日@月讀二館-大野狼的秘密餐桌）

●地C音力2ライブ（2014年9月13日@成功大學成杏廳）

●CANDY☆STAR×大野狼的秘密演出Part.9小型ライブ（2014年10月10日@月讀二館-大野狼的秘密餐桌）

●ジュリリジュリラン未来ゴロゴロコロニー13世 LIVE.3ライブ（2014年10月11日@夢時代8 F時代會館演藝廳）

●CANDY☆STAR校外教學-PF21前夜祭小型ライブ（2014年10月24日@蛙蛙漫吧）

●Petit Fancy 21 亞洲動漫創作展小型ライブ（2014年10月25日@台大巨蛋體育館）

●初音ミク-台灣Voca同好會♪ - 二週年慶生趴ライブ（2014年11月1日@台北水管音樂--Pipe Live Music House）

●高雄市政府－「2014高雄駁二動漫祭」小型ライブ（2014年11月15日～16日@駁二藝術特區-月光劇場）

●高雄市旗山後花園園遊會小型ライブ（2014年11月29日@高雄市旗山體育場）

●2014臺南創藝生活節ライブ（2014年12月13日@臺南文化創意產業園區）

●CANDY☆STAR×大野狼的秘密演出Part.10～After X'masスペシャル～ライブ（2014年12月26日@月讀二館-大野狼的秘密餐桌）

●2014台北夢幻聖誕嘉年華ライブ（2014年12月28日@台北地下街1號廣場）

●FULLMOON CARNIVAL 2014 FINAL +2014-2015 CountDown Live!!月讀滿月祭再臨！2014-2015跨年豪華LIVE！ライブ（2014年12月31日@ICCK高雄國際會議中心）

#### 2015
●滿月後夜祭 BOUNDS STAGE TA⇔JA LIVEライブ（2015年1月3日@月讀次文化劇場ARIA55）

●CANDY☆STAR與大野狼的秘密餐會Special Event（2015年1月30日@月讀二館-大野狼的秘密餐桌）

●Fancy Frontier開拓動漫祭25小型ライブ（2015年1月31日@花博爭艷館）

●2015台北國際動漫節「LittleAKIBA」ライブ（2015年2月10日～15日@台北世貿南港展覽館）

●The Shining Moment x LIVE FORMOSA Nico -Just For You-ライブ（2015年2月14日@ Colorful Studio）

●CANDY☆STAR六週年紀念日ライブ（2015年2月16日@大野狼的秘密餐桌）

●CANDY☆STAR～雛子生誕祭～ライブ（2015年3月7日@大野狼的秘密餐桌）

●2015 TIF偶像祭Animate Stage - The Idol Forceライブ（2015年3月14日@杰克音樂）

●未來個人演唱會5 ～STAND BY MIRAI～ライブ（2015年4月4日@高雄國際會議中心 ICCK 4樓 特設會場）

●CANDY☆STAR×大野狼的秘密演出Part.11ライブ（2015年4月11日@月讀女僕咖啡、大野狼的秘密餐桌）

●Hurricane Girl Vol.1 ライブ（2015年4月17日@杰克音樂）

●Carrefour園遊会ライブ（2015年月4日18@橋頭糖廠）

●第二屆 BEST 群英傳 cosplay大賽ライブ（2015年4月26日@漢神巨蛋）

●開拓動漫祭PF22ライブ（2015年5月9日@花博爭艷館）

●CANDY☆STAR×大野狼的秘密演出Part.12ライブ（2015年5月16日大野狼的秘密餐桌）

●WPC第二屆動漫創作展售會ライブ（2015年5月23日@高雄國際會議中心ICCK）

●ACG Band Live 6.6.6 - Chronicle II 堕天使の翼ライブ（2015年6月6日@花漾展演空間）

●ボカロ&東方の爆音幻想曲 - 幻想郷に迷い込んだ歌姫 ライブ（2015年6月7日@耕莘文教院）

●アイドルドリームライブ（2015年6月20日@PIPE Live Music）

●WS27 with Love Live Onlyライブ（2015年7月4日@高雄國際會議中心ICCK）

●【2015夏戀高捷動漫季-3】Cosplay Mini LIVEライブ（2015年7月4日@高雄捷運O9技擊館站）

●夏日FUN動漫－ACG音樂祭ライブ（2015年7月12日@台南新光三越新天地 小西門內街廣場）

●2015花蓮超級英雄動漫祭ライブ（2015年7月18日@花蓮環保科技園區）

●TUKUYOMI Maid Hub. 2015夏祭りライブ（2015年7月24日@TUKUYOMI Maid Hub.）

●「2015夏戀高捷動漫季」系列活動ライブ（2015年7月31日@高雄捷運 美麗島站）

●2015漫畫博覽會「LittleAKIBA」ライブ（2015年8月6日～11日@台北世貿一館）

●CANDY☆STARx萌姬城Mini Liveライブ（2015年8月9日@萌姬女僕咖啡館）

●2015漫畫博覽會「LittleAKIBA Super Live」ライブ（2015年8月10日@台北世貿一館 Ａ舞台）

●「2015夏戀高捷動漫季」ライブ（2015年8月15日@高雄市捷運橘線O9技擊館站）

●IDOLidge Carnival in TAIPEIライブ（2015年8月15日@杰克音樂）

●Fancy Frontier開拓動漫祭26ライブ（2015年8月29日@花博爭艷館）

●CANDY☆STAR告別暑假同樂會ライブ（2015年9月19日@TUKUYOMI Maid Hub.）

●Carrefour日本展Miniライブ（2015年10月3日@家樂福高雄五甲店、光華店）

●高捷少女- 小穹生日派對（2015年10月9日@高捷總公司）

●無限自由音樂藝術節ライブ（2015年10月9日@外埔農會休閒農場）

●初音ミク-台灣Voca同好會♪-三週年慶生趴ライブ（2015年10月17日@台北水管音樂 PIPE Live Music）

●CANDY☆STAR 日本遠征壯行會x迷你專輯發售會（2015年10月22日@TUKUYOMI Maid Hub.）

●Petit Fancy 23 亞洲動漫創作展ライブ（2015年10月24日@台大巨蛋體育館）

●HALLOWEEN★PARTYライブ（2015年10月31日@TUKUYOMI Maid Hub.）

●高雄城市吉祥物PK戰（2015年11月7日@高雄輕軌C1車站）

●從初音開始 – 當代藝術特展（2015年11月20日～2016年1月10日）

●2015駁二動漫祭ライブ（2015年11月28日～29日@駁二藝術特區-月光劇場）

●從初音開始 – 當代藝術特展．座談會（2015年11月28日@駁二藝術特區大義C8倉庫）

●駁二後夜祭★ライブ（2015年11月28日@TUKUYOMI Maid Hub.）

●夢時代大氣球遊行（2015年12月12日@高雄時代大道）

●2016高雄市年曆發表記者會（2015年12月15日@高雄捷運-美麗島站）

●たかめ少女Special Event記者會活動（2015年12月18日@高雄市政府四維行政中心）

●高雄市2015動漫聖誕嘉年華ライブ（2015年12月19日@高雄市議會）

●2015台北夢幻聖誕嘉年華ライブ（2015年12月26日@台北地下街）

●TUKUYOMI 2015➣2016 跨年Countdown Partyライブ（2015年12月31日@TUKUYOMI Maid Hub.）

#### 2016
●高雄嘉年華系列活動會員2016大抽獎（2016年1月3日@彩虹市集 - 高鐵左營站）

●高雄嘉年華系列活動ライブ（2016年1月23日@鼎山家樂福）

●IDOLidge Carnival 前夜祭ライブ（2016年1月30日@杰克音樂）

●Fancy Frontier 27ライブ（2016年1月30日～31日@花博公園爭艷館）

●2016台北國際動漫節「LittleAKIBA」ライブ（2016年2月10日～14日@台北世貿南港展覽館）

●2016台北國際動漫節「LittleAKIBA Super Live」ライブ（2016年2月11日@台北世貿南港展覽館 B舞台）

●CANDY☆STAR七週年紀念特別活動ライブ（2016年2月16日@讀女僕咖啡本店、月讀日K部KaraokeBox2943）

●Wing Stage-Taipei動漫遊戲創作展ライブ（2016年2月20日@臺大體育館3樓）

●高雄嘉年華系列活動ライブ（2016年2月26日@漢神本館）

●2016高雄巨蛋國際旅展ライブ（2016年2月27日～29日@漢神巨蛋）

●CANDY☆STAR三月份駐店演出ライブ（2016年3月5日@月讀女僕旗艦店）

●【動漫旋律-AniMelody-03】屏東場ライブ（2016年3月19日@大仁科技大學）

●Sickroom☆7個演2.0世界巡迴2016-你怎麼病成這樣(facepalm)ライブ（2016年3月26日@板橋飛）

●2016高雄國際動漫節「LittleAKIBA」ライブ（2016年4月2日～5日@漢神巨蛋）

●三砂糖一週年紀念活動ライブ（2016年4月11日@月讀女僕旗艦店）

●ラブライブ！夢の共演 ～皆はひとつの光～ライブ（2016年4月16日@台中創意文化產業園區衡道堂）

●月讀11週年慶Special EVENTライブ（2016年4月23日@月讀女僕旗艦店）

●未來個人演唱會 Vol.7ライブ（2016年4月30日@夢時代8F時代會館）

●Petit Fancy 24 亞洲動漫創作展ライブ（2016年5月7日～8日@花博公園爭艷館）

●開拓音樂祭ライブ（2016年5月7日@花博公園爭艷館）

●IDOLidge Carnival in TAIPEIライブライブ（2016年5月14日～15日@杰克音樂）

●五月份月讀女僕旗艦店演出ライブライブ（2016年5月29日@月讀女僕旗艦店）

●＠ほぉ～むカフェxTukuyomi Special Mini Stageライブ（2016年6月4日@月讀女僕旗艦店）

●月讀滿月祭2016「夏」同人販售會ライブライブ（2016年6月5日@新光三越 高雄左營店）

●第五屆 劍湖山世界痛漫祭 2016 國際痛萌會ライブ（2016年6月9日～6月10日@劍湖山世界）

●Cosidol Be Star Festivalライブ（2016年7月2日@杰克音樂）

●女子偶像音楽祭vol.8ライブ（2016年7月3日@PIPE Live Music）

●朝日円滿楠梓旗艦店歡喜開幕ライブ（2016年7月7日@高雄市楠仔區後昌新路16號）

●2016 Touch The Japanライブ（2016年7月15日～18日@台北世貿一館）

●夏戀高捷動漫季-MINI LIVE演唱會ライブ（2016年7月23日@高雄捷運美麗島站-穹頂大廳）

●太平洋百貨豐原店日本商品週開幕 SHOW（2016年8月12日@太平洋百貨豐原店）

●最後一歩からのスタート-Hinako x Yuki x Airi（2016年8月21日@月讀女僕旗艦店）

●Fancy Frontier 28 開拓動漫祭 ライブ（2016年8月27日@花博公園爭艷館）

●台湾音楽祭 with 熱闘アイドル甲子園ライブ（2016年9月3日～4日@杰克音樂、台北地下街、Revolver、台北月見ル君想フ）

●48 Group公演 - 会いたかった ライブ（2016年9月24日@杰克音樂）

●高雄夢時代 萬聖節Coser趣搗蛋ライブ（2016年10月29日@夢時代大門口幸福廣場）

●Petit Fancy PF25 x RF4ライブ（2016年11月5日@花博公園爭艷館）

●台湾ガールズ音楽祭VOL.1ライブ（2016年11月12日@杰克音樂）

●2016 高雄駁二動漫祭 FFK9ライブ（2016年11月26日@駁二藝術特區）

●2016 台北地下街夢幻聖誕嘉年華ライブ（2016年12月24日@台北地下街）

●台南新光三越新天地 耶誕動漫動滋動ライブ（2016年12月25日@台南新光三越新天地）

#### 2017
●IDOLidge Carnival in TAIPEIライブ（2017年1月21日@杰克音樂）

●2017台北國際動漫節「LittleAKIBA」ライブ（2017年2月2日～6日@台北世貿南港展覽館）

●2017台北國際動漫節「LittleAKIBA Super Live」（2017年2月3日@台北世貿南港展覽館 A舞台）

●LittleAKIBA Super Liveライブ（2017年2月4日@杰克音樂）

●Fancy Frontier 29 開拓動漫祭ライブ（2017年2月12日@台大巨蛋體育館）

●2017 開拓音樂祭－LIVE FRONTIER 2017ライブ（2017年4月15日@花博公園爭艷館）

●ASIA POP Culture Festival ～Fleramo【Orion】ASIA TOUR in Taiwan～ライブ（2017年4月22日@小地方展演空間）

●YOKOSO桃猿 CANDY☆STAR 賽前演出 & 開球ライブ（2017年5月5日@桃園國際棒球場）

●EF 動漫幻樂祭 －2.5次元祭典－ ライブ（2017年5月7日@台灣師範大學中正堂）

●New Hope Live Vol.1ライブ（2017年5月27日@杰克音樂）

●灼熱擂台 ACG 同人展（2017年６月24日@屏東青創聚落）

●CosIdol Be Star 2－ ライブ（2017年7月1日@杰克音樂）

●足太ぺんた 台北粉絲見面會（2017年7月2日@三創生活園區）

●IDOLidge Carnival in Taipei ≪Final≫ライブ（2017年7月15日@杰克音樂）

●Animate Stage：日耀物語 - chapter Iライブ（2017年7月23日@台南 Dig Music Studio 地基音樂工作室）

●Fancy Frontier開拓動漫祭30ライブ（2017年7月29日@花博爭艷館）

●A.C.G舞祭 制服學院祭 ライブ（2017年8月5日@屏東公園）

●椎名光 x CANDY☆STAR 【魔界x天界女子祭】ライブ（2017年8月6日@PIPE Live Music）

●2017 Touch the JAPANライブ（2017年8月25日～28日@台北世貿一館）

●2017 無懼音樂祭 NO FEARライブ（2017年8月26日@台中圓滿戶外劇場）

●New Hope Live Vol.2ライブ（2017年8月26日@杰克音樂）

●YOKOSO桃猿 CANDY☆STAR 賽前演出ライブ（2017年9月10日@桃園國際棒球場）

●BeastieRock 巨獸搖滾音樂祭 7.0ライブ（2017年10月1日@淡水文化園區）

●ITF 台北國際旅展 唐吉訶德 x CANDY ☆ STARライブ（2017年10月27日～30日@台北世貿一館）

●駁二動漫倉庫-CANDY STAR演出同樂會ライブ（2017年11月4日@駁二藝術特區）

●壱岐Cosplay Project @ CWT47 台大場ライブ （2017年12月9日～10日@台大巨蛋體育館）

●屏東太平洋百貨 日本美食工藝展開幕儀式ライブ（2017年12月21日@太平洋百貨屏東店）

●Flash Dancing 舞蹈快閃嘉年華ライブ（2017年12月31日@台南新光三越新天地）

●2017→2018、初詣、明けましておめでとう！ライブ（2017年12月31日～2018年1月1日@杰克音樂）

#### 2018
●FF31 開拓動漫祭ライブ（2018年2月10日@台大巨蛋體育館）

●［IDOL LEGEND CARNIVAL］ X ［3D LIVE Revolution］ライブ（2018年3月3日@杰克音樂）

●New Hope Live@高雄國際動漫節 Vol.2ライブ（2018年4月7日@杰克音樂）

●唐吉訶德 X CANDY☆STAR 2018 高雄市旅行公會國際旅展ライブ（2018年4月20日～23日@高雄展覽館 ）

●CANDY☆STAR x 特樂通 | TE 2018 台北國際觀光博覽會ライブ（2018年5月4日～7日@台北世貿一館）

●New Hope Live Vol.3ライブ（2018年5月5日@杰克音樂）

●新光三越台南新天地 夏日動漫遊戲展ライブ（2018年5月20日@台南新光三越新天地）

●妄想アイドルフェスティバル 第弐章 in TAIWAN ライブ（2018年6月2日@杰克音樂）

●台南薰風祭ライブ（2018年7月21日@台南文創園區）

●2018夏戀高捷動漫季ライブ（2018年7月28日@高雄捷運國際機場站）

●2018 Touch the JAPANライブ（2018年8月25日@台北世貿一館）

●天使かよ！in 台湾ライブ（2018年8月25日@杰克音樂）

●ACGMix vol.2ライブ（2018年9月1日@岩石音樂）

●3D LIVE Revolutionライブ（2018年9月8日@杰克音樂）

●BeastieRock 巨獸搖滾音樂祭 8.0ライブ（2018年10月7日@淡水文化園區）

●AIS Vol. 2ライブ（2018年10月20日@29 歐他窟）

●屏東演藝廳〘猿吼〙假日廣場 ACG 同人藝術市集ライブ（2018年12月9日@屏東演藝廳）

●2018 駁二動漫祭 FFKライブ（2018年12月15日@駁二藝術特區）

●MIYUiみゆぃ♪生誕祭～20018生誕in台湾～ライブ（2018年12月16日@杰克音樂）

#### 2019
●台北國際電玩展 X 宇峻奧汀ライブ（2019年1月26日～27日@台北世貿一館）

●ACGMix_Spring Startライブ（2019年2月2日@台南THE BIRD）

●3D LIVE Revolutionライブ（2018年3月17日@杰克音樂）

●ACGMix_A.C.G MIX 台南出張ライブ（2019年5月11日@台南漂丿白鷺Live House）

●暴風雨前的奶酒ライブ（2019年5月12日@Corner House角落文創）

●一期一會★Strawberrys主催ライブ（2019年5月18日@台中迴響音樂藝文展演空間）

●唐吉訶德 X CANDY☆STAR 2019 高雄市旅行公會國際旅展ライブ（2018年5月24日～27日@高雄展覽館 ）

●大大舞花大舞花～DWH ACG Night～ライブ（2019年6月8日@臺南文化創意產業園區 - 漂丿白鷺Live House）

●3D LIVE Revolutionライブ（2019年6月23日@杰克音樂）

●New Hope Live Vol.4ライブ（2019年6月30日@克音樂）

●3D LIVE Revolutionライブ（2019年7月6日@岩石音樂）

●WS動漫展ライブ（2019年7月14日@高雄社教館）

●2019 台中國際動漫博覽會動漫音樂會ライブ（2019年8月24日@台中文化部文化資產園區）

●笑傲搖滾音樂祭ライブ（2019年9月7日@新竹六福村主題樂園）

●Wecanlive遊戲動漫嘉年華（2019年10月12日@台北世貿三館）

●RGB Stage Clear SP - 搖滾龐克主題（2019年10月18日@29歐他窟）

●小敬生誕祭（2019年10月25日@29歐他窟）

●RGB Stage Clear SP - 萬聖狂歡主題（2019年11月1日@29歐他窟）

●2019哈瑪星濱線祭（2019年11月3日@棧貳庫KW2）

●2019駁二動漫祭（2019年11月24日@駁二藝術特區）

●SSr番外編「台南出張」（2019年11月30日@臺南文化創意產業園區 - 漂丿白鷺Live House）

●SSr番外編「台南出張」（2019年12月1日@臺南文化創意產業園區 - 漂丿白鷺Live House）

●ACG MIX（2019年12月14日@洛克音樂藝文展演空間 Rock Music Live House）

●Ring 1st triumph live -XI（2019年12月14日@杰克音樂）

●MIYUiみゆぃ♪生誕祭～2019生誕in台湾～（2019年12月28日@杰克音樂）

#### 2020
●七大海洋七彩的夢幻樂園-人魚童話二週年公演（2020年3月1日@29歐他窟）

●Idolコラボ vol.2（2020年4月18日@典空間）

●A.C.G performance駐場演出活動（2020年5月20日@台南MeowStar星馨桌遊）

●GIF Circle Vol.02（2020年5月23日@台北中山21號廣場）

●GIF Circle Vol.02（2020年5月24日@台北中山21號廣場）

●GIF Vol.04 《從零開始的初心Live》（2020年6月13日@典空間）

●萌次元Stage Vol.1（2020年6月14日@杰克音樂）

●A.C.G performance駐場演出活動（2020年6月14日@台南無盡動漫咖啡）

●愛D偶L Vol.1（午場）（2020年6月25日@典空間）

●Idol Zone 偶像粽子！（2020年6月25日@杰克音樂）

●DIL Vol.1×「歐他羅馬競技生死鬥」（2020年6月27日@高雄月讀女僕咖啡）

●GIF Circle Vol.03（2020年7月12日@台北中山21號廣場）

●A.C.G performance駐場演出活動（2020年7月17日@高雄櫻女僕咖啡）

●SSr Vol.5（2020年7月26日@杰克音樂）

●2020屏東動漫展開幕（2020年8月1日@屏東縣青少年中心）

●誕生日といえば、やっぱりライブだよねー！（2020年8月15日@臺南文化創意產業園區 - 漂丿白鷺Live House）

●GIF Circle Vol.04 偶像。樂團。歐他。摩天輪（2020年8月23日@台北中山21號廣場）

●愛D偶L vol.2 - 阿乃出門玩（2020年9月5日@典空間）

●南踊祭(South Leap Festival) - 鵝鵝柴柴放風時間（2020年9月5日@屏東縣青少年中心）

●AnIdol Lighting Vol.1 x Future Melody（2020年9月6日@Venue音樂藝文展演空間）

●月宵◇クレシェンテPresents～瀬戸あいなBirthday Special～（2020年9月11日@杰克音樂）

●合作派對呈獻： Cocco × MAH Anime Special Party（2020年9月18日@高雄COCCO&Co. KAOHSIUNG）

●TPC Live vol.1（2020年10月4日@典空間）

●澄乃(すみの) x IDOLコラボvol.9（2020年11月20日@典空間）

●CANDY☆STAR x ♡✚心跳祭典✚♡（2020年11月21日@台中迴響音樂藝文展演空間）

●CANDY☆STAR x 2020高雄駁二動漫祭（2020年12月5日@駁二藝術特區）

●CANDY☆STAR（澄乃） x トイプラPresents ～ Evening star Vol.13 ～（2020年12月19日@杰克音樂）

#### 2021
●SDl Vol.1（2021年1月16日@高雄任意門空間）

●CANDY☆STAR x 3D LIVE Revolutio（2021年1月23日@杰克音樂）

●企鵝冰島 x New Hope Live（2021年2月6日@臺南文化創意產業園區 - 漂丿白鷺Live Hous）

●人魚童話3周年公演（2020年2月20日@台北花漾Hana展演空）

●DIL Vol.2 「月讀女僕咖啡」×「DIL DD Idol live」合作公演（2021年3月27日@高雄月讀女僕咖啡）

●CANDY☆STAR x トイプラPresents ～ Evening star Vol.19 ～（2021年5月9日@杰克音樂）

●TIF 2021 Live Viewing in Ttaiwan feat.Local Stars（2021年10月3日@Corner House角落文創）

## MagiMissio☆ 演出經歷
●New Hope Live Vol.4ライブ（2019年6月30日@杰克音樂）

●煌めき☆アンフォレント アジアツアー2019 台湾・高雄公演ライブ（2019年7月7日@岩石音樂）

●3D LIVE Revolutionライブ（2019年7月7日@岩石音樂）

●卍人魚3rd㊣發大財原創曲&新團服全新亮相a造勢晚會ライブ（2019年8月18日@Sphere29）

●CANDY☆STAR 十周年紀念公演 ～10VE Anniversary～（2019年9月14日@克音樂） 

## 得獎經歷
●台灣AKB48表演大賽 2013【冠軍】

●101年高雄街頭藝人標章認證評鑑【合格通過】

●AKB48才藝表演大賽2011亞洲總決賽【準優勝】

●台灣AKB48才藝表演大賽 2011【冠軍】

## 音樂作品

### CANDY☆STAR
●1st Mini Album   
```
　
CANDY☆STAR
 　　
　　01 CANDY☆STAR
　　02 メイド・ア・ラ・モード feat. MIRAI
　　03 CANDY☆STAR -instrument-
　　04 メイド・ア・ラ・モード feat. MIRAI -instrument-
    
發售日：
2014年7月18日
```

●2nd Mini Album   
```
　
Candy Start ～新たな旅立ち～

　　01 Prelude
　　02 幼い翼
　　03 Candy Start
　　04 ラビリンス
　　05 夏のシンフォニー
　　06 Recapitulation
　　Bonus Tracks:
　　07 幼い翼（Instrument）
　　08 Candy Start（Instrument）
　　09 ラビリンス（Instrument）
　　10 夏のシンフォニー（Instrument）
   
    
發售日：
2015年10月22日
```

●3rd Mini Album   
```
　
HIDE AND SEEK

　　01 Hide and Seek (Feat. Ring)
　　02 解裝
　　03 AKIBA Ninja
　　04 Hide and Seek (Feat. Ring)（Instrument）
　　05 解裝（Instrument）
　　06 AKIBA Ninja（Instrument）
　　    
    
發售日：
2019年9月14日
```

●10th Single   
```
　  CANDY☆STAR~Magic Land
　　  
    
發售日：
2020年11月26日
```

●11th Single   
```
　  CANDY☆シンギュラリティ
　　  
    
發售日：
2021年10月2日
```

●12th Single   
```
　  CANDY☆STARパラレルワールド
　　  
    
發售日：
2023年4月30日
```

●13th Single  
```
　  Chocolat ∞ trickSTAR
　　  
    
發表日：
2024年1月7日
```

●14th Single   
```
　  六芒星に囚われた鳥
　　  
    
發表日：
2024年5月25日
```

●15th Single   
```
　　絢爛万廻・飴星宴
　　  
    
發表日：
2024年10月19日
```

### MagiMissio☆
●1st Single   
```
　
（尚未發行）

　　マジミッシオ☆ラブソティー(仮)
　　  
    
發表日：
2019年9月14日
```

### 空色 Aoi
●1st Solo Single   
```
 　
（尚未發行）
 
　　
光が見えたよ

      詞：Meko（梅克）
      曲：唐企鵝
　　  
    
發表日：
2019年9月14日
```

### 小莓 Ichigo
●1st Solo Single  
```
 　
（限定販售）

　　
いちごワールド〜羊さんが幸せを運んできたよ

      原作詞曲：佐藤飛
      日文歌詞：時雨
　　  
    
發售日：
2022年4月10日
```

### 星織 Akari
●1st Solo Single   
```
 　
（限定販售）

　　
流れ星が降る前に

      詞／曲：星織AKARI
      專輯封面設計：星織AKARI
　　  
    
發售日：
2024年4月7日
```

●2nd Solo Single    
```
  
（限定販售）

   
夏草色的風

      作曲、封面設計：星織AKARI
      作詞：星織AKARI、時雨
      編曲、錄音：沒精神時光屋 賭神
      攝影：狼大
     
發售日：
2025年3月15日
```

## 媒體放送
2023年7月15日 公共電視公視台語台《青春咱的夢》— 養成系x幸福感：地下偶像
2023年7月18日 公共電視公視台語台《青春咱的夢》—CANDY☆STAR到訪！地下偶像生存法則｜ 《青春尬聊 EP.7》｜《青春！咱的夢》網路單元
2023年9月11日 公共電視公視台語台南部中心《文化相放伴》#48 地下Idol佇臺灣 實現青春舞台夢

## 外部連結
- CANDY☆STAR Facebook（页面存档备份，存于）
- マジミッシオ☆ Facebook（页面存档备份，存于）